# Alexy Bosetti
Alexy Bosetti (Nice, 3 april 1993) is een Frans voetballer die bij voorkeur als aanvaller speelt. Hij stroomde in 2012 door vanuit de jeugd van OGC Nice. In het seizoen 2015/2016 werd Bosetti verhuurd aan Tours FC, op dat moment actief in de Ligue 2

## Clubcarrière
Bosetti debuteerde voor OGC Nice in de Ligue 1 op 20 mei 2012 als invaller tegen Olympique Lyon. Op 28 november 2012 scoorde hij zijn eerste profdoelpunt in de kwartfinale van de Coupe de la Ligue tegen Montpellier HSC. Tijdens het seizoen 2012/13 speelde hij 27 competitiewedstrijden maar kwam hij geen enkele maal tot scoren. Op 22 september 2013 scoorde hij zijn eerste doelpunt in de Ligue 1 in een 4-0 thuisoverwinning tegen Valenciennes.

## Interlandcarrière
Bosetti scoorde drie doelpunten uit zes wedstrijden voor Frankrijk -19. In 2013 won hij het WK -20 in Turkije met Frankrijk -20. Yaya Sanogo was eerste spits, maar Bosetti mocht enkele malen invallen.
1 Bułka ·
2 Abdi ·
4 Dante  ·
5 Abdelmonem ·
7 Boga ·
8 Rosario ·
9 Moffi ·
10 Diop ·
11 Sanson ·
15 Moukoko ·
18 Ilie ·
19 Bouanani ·
22 Ndombele ·
24 Laborde ·
25 Cho ·
26 Bard ·
28 Boudaoui ·
29 Guessand ·
31 Dupé ·
32 Louchet ·
33 Mendy ·
44 Doumbouya ·
45 Orakpo ·
55 Ndayishimiye ·
64 Bombito ·
77 Boulhendi ·
92 Clauss ·
Coach: Haise
· Assistent-coach: Ramaré
· Assistent-coach: Squillaci